# قناة سبأ الفضائية

قناة سبأ الفضائية هي قناة حكومية تتبع المؤسسة العامة اليمنية للإذاعة والتلفزيون اليمني، تتخصص في مناقشة قضايا الشباب. القناة انطلقت عام 2008.

## أهداف القناة
1. نشر الوعي والثقافة في أوساط المجتمع اليمني.
2. الاهتمام بقضايا الشباب.
3. الاهتمام بالتعليم.
4. توصيل الحقيقة إلى كل الناس.
5. إظهار الفن والتراث اليمني بأحلى حلة.
6. وغيرها من الأهداف السامية.

## تردد القناة
التردد قناة سبأ على النايل سات :-
التردد : 12360
```
معدل الترميز : 27500 
الاستقطاب : عمودي 3/4
```

تردد قناة سبأ على عرب سات :-
التردد 12182
الاستقطاب عمودي 16200

## روابط القناة
موقع خاص بالقناة
المؤسسة العامة اليمنية للإذاعة والتلفزيون
صفحة الفيس بوك